# Klabat
Le Klabat, en indonésien Gunung Klabat, est un volcan d'Indonésie situé dans le Nord de Sulawesi. Culminant à 1 995 mètres d'altitude, c'est le volcan le plus élevé de Sulawesi.

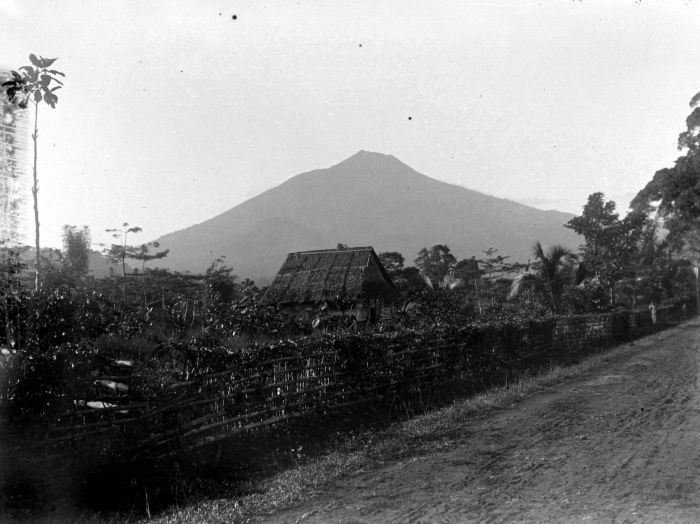
Vue du Klabat en 1903.